# Stibasoma flaviventre
Stibasoma flaviventre är en tvåvingeart som först beskrevs av Macquart 1848.  Stibasoma flaviventre ingår i släktet Stibasoma och familjen bromsar. Inga underarter finns listade i Catalogue of Life.